# Château de Maisons-Laffitte
Château de Maisons (nay là Château de Maisons-Laffitte), được thiết kế bởi François Mansart và được thi công từ năm 1630 đến năm 1651, là một lâu đài, đây một ví dụ điển hình của kiến trúc Baroque Pháp và là một điểm tham chiếu trong lịch sử của kiến trúc Pháp. Lâu đài này nằm tọa lạc ở Maisons-Laffitte, một vùng ngoại ô phía Tây Bắc của Paris, trong tỉnh Yvelines, Île-de-France.
Lâu đài Maisons-Laffitte tọa lạc cạnh dòng sông Seine và rừng Saint-Germain-en-Laye, gồm khu vườn, một công viên nhỏ 33 hecta và một công viên bên ngoài lớn hơn rộng 300 hecta.

## Ảnh hưởng
- Một đại gia bất động sản của Trung Quốc, Zhang Yuchen, người sở hữu tài sản hàng trăm triệu USD, đã xây một tòa nhà sao chép toàn bộ tòa lâu đài này và xây ở ngoại ô Bắc Kinh với tên Zhang-Laffitte, chi phí 50 triệu USD.[1][2](40°7′49″B 116°26′32″Đ / 40,13028°B 116,44222°Đ).
- Nhà ga tàu lửa Plaza Constitución ở (Buenos Aires, Argentina) mở cửa vào ngày 01 tháng 1 năm 1887 và xây dựng lại vào năm 1900, cũng là một ví dụ về ảnh hưởng của Maisons.